# Le Diable s'en mêle
Pour plus de détails, voir Fiche technique et Distribution.
Le Diable s'en mêle (The Devil and Miss Jones) est un film américain réalisé par Sam Wood, sorti en 1941.

## Synopsis
John P. Merrick, un propriétaire de grands magasins, se fait passer pour un employé pour repérer des militants qui veulent former un syndicat dans l'une de ses entreprises. Mais inopinément, il se lie d'amitié à une collègue du rayon "chaussures", Mary Jones, et à son fiancé, Joe O'Brien, un syndicaliste récemment licencié. C'est l'occasion pour lui de mieux comprendre ce que vivent les travailleurs, et aussi de se révéler sensible aux charmes d'une autre sympathique employée, la douce Elizabeth. 

## Fiche technique
- Titre : Le Diable s'en mêle
- Titre original : The Devil and Miss Jones
- Réalisation : Sam Wood
- Scénario : Norman Krasna
- Photographie : Harry Stradling Sr.
- Décors : William Cameron Menzies, Van Nest Polglase
- Costumes : Irene
- Affiche : Yves Corbassière (France)
- Montage : Sherman Todd
- Production : Frank Ross
- Société de distribution : RKO Pictures
- Pays d'origine : États-Unis
- Format : Noir et blanc - 1,37
- Genre : Comédie romantique
- Durée : 92 minutes
- Date de sortie : 1941

## Distribution
- Jean Arthur : Mary Jones
- Robert Cummings : Joe O'Brien
- Charles Coburn : John P. Merrick
- Edmund Gwenn : Hooper
- Spring Byington : Elizabeth Ellis
- S. Z. Sakall : George, le maître d'hôtel du Merrick
- William Demarest : le premier détective
- Walter Kingsford : M. Allison, le directeur du magasin
- Montagu Love : Harrison
- Florence Bates : l'acheteuse au magasin
- Regis Toomey : le premier policier
- Charles Waldron : Needles
- Minta Durfee : une cliente
- Richard Carle : Oliver
- Robert Emmett Keane : Tom Higgins